# Dorolț
Dorolț es una comuna ubicada en el distrito de Satu Mare, Rumania.

## Superficie
Posee una superficie de 34,67 kilómetros cuadrados.

## Demografía
Hasta 2021 la población era de 3755 habitantes, con una densidad de población de 108,3 habitantes por kilómetro cuadrado.